# Miami Horror
Miami Horror er et electro-pop-band fra Australien.